# Cementerio Nueva Esperanza
El Cementerio Virgen de Lourdes, conocido popularmente como Nueva Esperanza, es un cementerio popular ubicado en el distrito de Villa María del Triunfo, en la ciudad de Lima, capital del Perú. Fue creado en 1961, con la finalidad de ser usado por los inmigrantes de otras provincias. Está asentado sobre 60 hectáreas y contiene más de un millón de nichos. El sitio es frecuentado por dos millones de personas cada año para actividades culturales.
Con sus 60 hectáreas  es el segundo cementerio más grande del Perú detrás del Campo Fe de Huachipa con 64 hectáreas,  ubicado en el distrito de Lurigancho-Chosica.